# Оэйраш (город)
Оэ́йраш (порт.  Oeiras; [o'ɐiɾɐʃ]) — город в Португалии, центр одноимённого муниципалитета в составе округа Лиссабон. Численность населения — 35 тыс. жителей (город), 172 120 жителей (муниципалитет). Город входит в Лиссабонский регион, в субрегион Большой Лиссабон. Находится в составе крупной городской агломерации Большой Лиссабон. По старому административному делению входил в провинцию Эштремадура.
Покровителем города считается Дева Мария (порт. Nossa Senhora da Luz).
Праздник города — 7 июня.

## Расположение
Город расположен на берегу Атлантического океана в 16 км западнее центра города Лиссабон близ места впадения реки Тежу в океан.
Муниципалитет граничит:
- на севере — муниципалитет Синтра и Амадора
- на востоке — муниципалитет Лиссабон
- на юге — Атлантический океан
- на западе — муниципалитет Кашкайш

## История
Город основан в 1759 году.

## Демография
| Численность населения муниципалитета по годам | Численность населения муниципалитета по годам | Численность населения муниципалитета по годам | Численность населения муниципалитета по годам | Численность населения муниципалитета по годам | Численность населения муниципалитета по годам | Численность населения муниципалитета по годам | Численность населения муниципалитета по годам | Численность населения муниципалитета по годам | Численность населения муниципалитета по годам |
| --------------------------------------------- | --------------------------------------------- | --------------------------------------------- | --------------------------------------------- | --------------------------------------------- | --------------------------------------------- | --------------------------------------------- | --------------------------------------------- | --------------------------------------------- | --------------------------------------------- |
| 1801                                          | 1849                                          | 1900                                          | 1930                                          | 1960                                          | 1981                                          | 1991                                          | 2001                                          | 2004                                          | 2011                                          |
| 6069                                          | 5072                                          | 10 447                                        | 29 440                                        | 94 255                                        | 149 328                                       | 151 342                                       | 162 128                                       | 168 327                                       | 172 120                                       |

## Известные уроженцы, жители
Учительницей в Оэйраше работала борец за мир Мария Лусилия Эштансу Лору.

## Районы
В муниципалитет входят следующие районы:
1. Алжеш
2. Баркарена
3. Карнашиде
4. Кашиаш
5. Круш-Кебрада — Дафунду
6. Линда-а-Велья
7. Оэйраш-и-Сан-Жулиан-да-Барра
8. Пасу-де-Аркуш
9. Порту-Салву
10. Кейжаш